# Ixodes murreleti
Ixodes murreleti  (лат.) — вид клещей рода Ixodes из семейства Ixodidae. Северная Америка. Паразитируют на птицах: среди хозяев морских чистиковые (Synthliboramphus hypoleucus). Вид был впервые описан в 1945 году американским паразитологом Гленом Милтоном Колсом (Glen Milton Kohls, 1905—1986) с соавторами.

## Распространение
Северная Америка: Мексика, остров Коронадос.